# Ал Маљо (Тревизо)
Ал Маљо (итал. Al Maglio) је насеље у Италији у округу Тревизо, региону Венето.
Према процени из 2011. у насељу је живело 58 становника. Насеље се налази на надморској висини од 51 м.